# Computer-Strategiespiel
Ein Computer-Strategiespiel ist ein Computerspiel, dessen Bewältigung vor allem strategisches oder taktisches Geschick erfordert. Dabei übernimmt der Computer entweder die Rolle eines Gegenspielers oder er bietet eine Plattform, auf der mehrere Spieler mit- bzw. gegeneinander spielen können („Multiplayer“). Zu den Computer-Strategiespielen zählen sowohl Adaptionen herkömmlicher Strategiespiele als auch ganz neue Spiele, die nur auf dem Computer existieren.
Man unterscheidet nach Ralf Vollbrecht drei Arten von Computer-Strategiespielen: Rundenbasierte Strategiespiele („TBS-Spiele“), Echtzeit-Strategiespiele („RTS-Spiele“) und Aufbau-Strategiespiele.

## Rundenbasiertes Strategiespiel

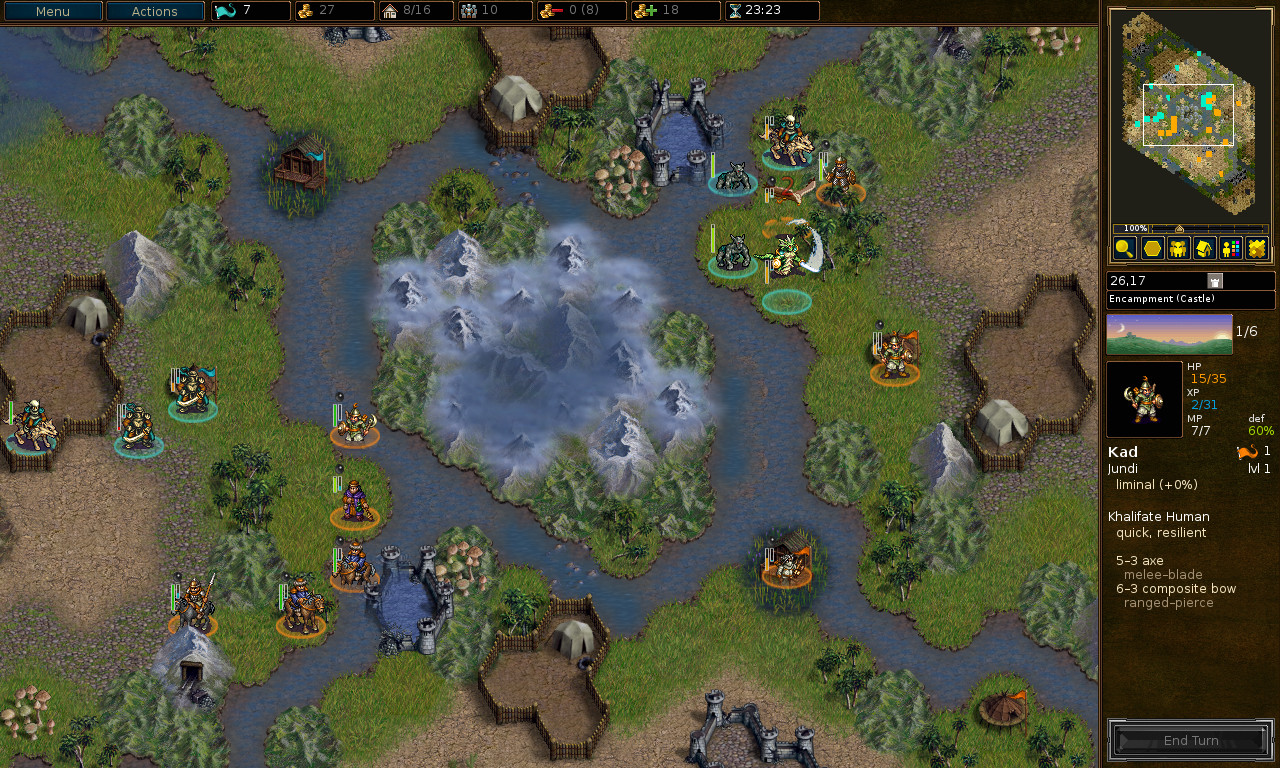
Strategiespiel mit genretypischem Sechseckraster: Battle for Wesnoth

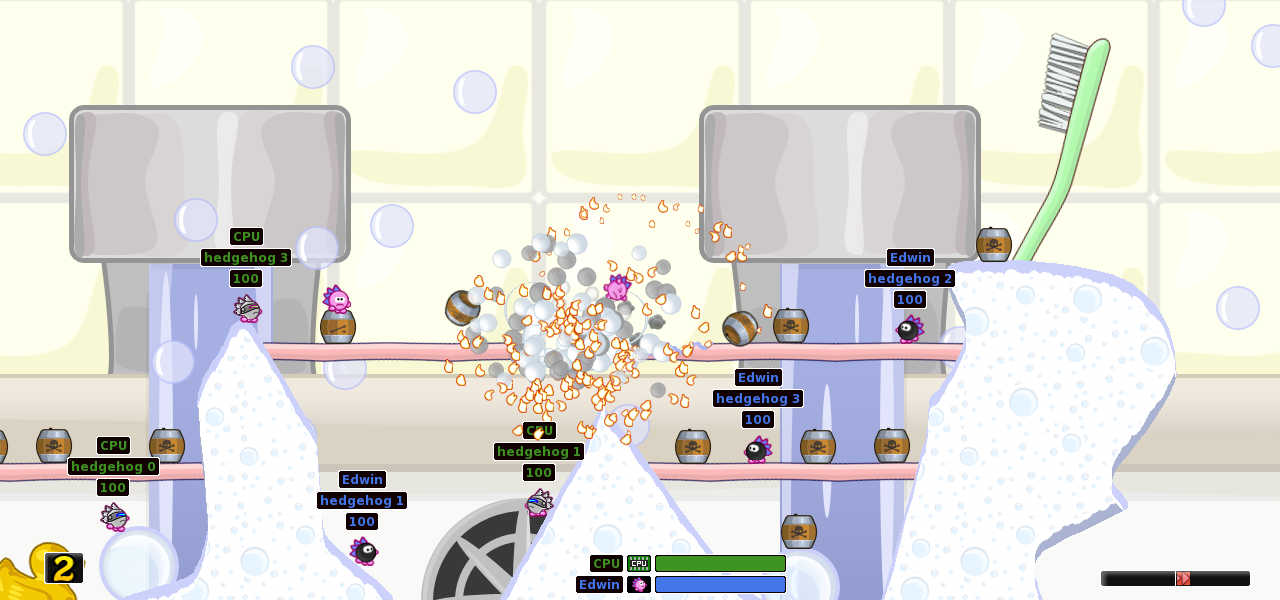
Rundenbasiertes Spiel in seitlicher Perspektive: Hedgewars

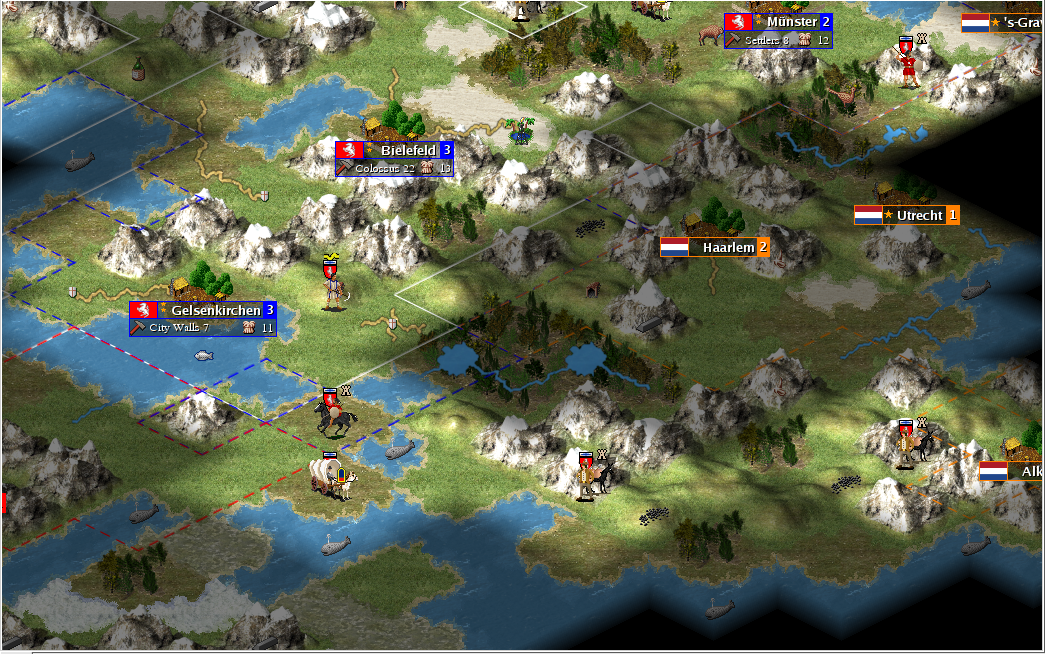
Globalstrategie am Beispiel von Freeciv

In rundenbasierten Strategiespielen (engl. turn based oder kurz TBS) führen die Spieler ihre Züge oft in einzelnen Runden nacheinander aus, ähnlich wie z. B. beim Schach. Andere Rundenstrategiespiele, wie z. B. Age of Wonders, erlauben neben diesem klassischen Modus eine simultane Planung und Zugausführung, um die Wartezeit insbesondere in Multiplayer-Partien zu verkürzen. Weitere Spielsysteme trennen Zug- und Aktionsphase (z. B. History Line), um Hot-Seat-Spiele zu ermöglichen, oder geben allen Spieleinheiten Initiativwerte, um die Reihenfolge des Zuges zu dynamisieren (z. B. Heroes of Might and Magic V).
Besonders häufig in Computer-Rollenspielen anzutreffen sind fortlaufende Rundensysteme, bei denen Spieleinheiten einen ständigen Nachschub an Aktionspunkten erhalten, diese aber in kurzen Zeitphasen verbrauchen. Somit läuft die Handlung für den Betrachter wie in Echtzeit ab, die Spielmechanik basiert aber auf Runden und ist damit jederzeit pausierbar. Beispiel hierfür ist z. B. Dragon Age: Origins, ein solches System wird aber auch im Spiel Jagged Alliance: Back in Action unter dem Namen Plan & Go eingeführt. Dem starren Beginn und Ende einer Runde wird dabei durch die manuelle Pausenfunktion des Spielers und automatischer Pause bei auftretenden Events (z. B. entdeckte Gegner) und erforderlichen Gegenreaktionen (z. B. Beschuss der eigenen Einheiten) dynamisiert.
Da die Spieler nicht unter Zeitdruck stehen, ist eine genauere Planung der Aktionen möglich. Deswegen sind rundenbasierte Strategiespiele meist komplexer als Echtzeit-Strategiespiele und decken oft auch gesellschaftliche Aspekte wie Diplomatie und Politik ab. Die eigentlichen kriegerischen Aspekte treten oft in den Hintergrund und werden weitaus abstrakter dargestellt als in Echtzeit-Strategiespielen.
Die Palette reicht dabei von Spielen auf
- taktischer Ebene wie beispielsweise Panzer General oder die Battle-Isle-Reihe
- über planetenweite Spiele, in denen man eine Nation anführt, wie die sehr bekannte Civilization-Reihe
- bis hin zu Spielen, die sich über ganze Galaxien im Weltraum erstrecken (zum Beispiel die Master-of-Orion-Reihe).
- auch die rogue-ähnlichen Spiele fallen in diese Kategorie
- Spiele aus seitlicher Perspektive, bei denen die Ballistik im Vordergrund steht, wie Worms.

Wesentlicher Bestandteil vieler Computer-Strategiespiele ist die Gewinnung und/oder Verwaltung von Ressourcen, als Strategie im Sinne der militärischen Definition. Kommen insbesondere bei militärischen Strategiespielen wie Panzer General oder Panzer Corps nur militärische Bausteine im Sinne von Verbänden und Einheiten, die im Sinne einer Spielseite zu Großverband zusammengefasst werden, zum Einsatz, handelt es sich im militärischen Sinn um ein Taktikspiel wie sie auch zur Schulung von militärischen Führungskräften eingesetzt werden. Bei den im Sinn von Computerspielen als Taktikspiel bezeichneten Ego-Shootern handelt es sich um Computerspiele zur Darstellung des Feuerkampfes von Einzelnen oder Teileinheiten im Sinne von mehreren Personen, meist in einem Multiplayerrollenspiel.
Verbreitet sind Multiplayerfunktionen, um gegen andere menschliche Spieler antreten zu können. Dabei stehen inzwischen natürlich LAN- und Internet-Funktionen an erster Stelle. Doch gerade durch die Rundenbezogenheit ermöglichen rundenbasierte Strategiespiele auch andere Spielfunktionen wie Hotseat oder E-Mail-Spiele.

## Echtzeit-Strategiespiel

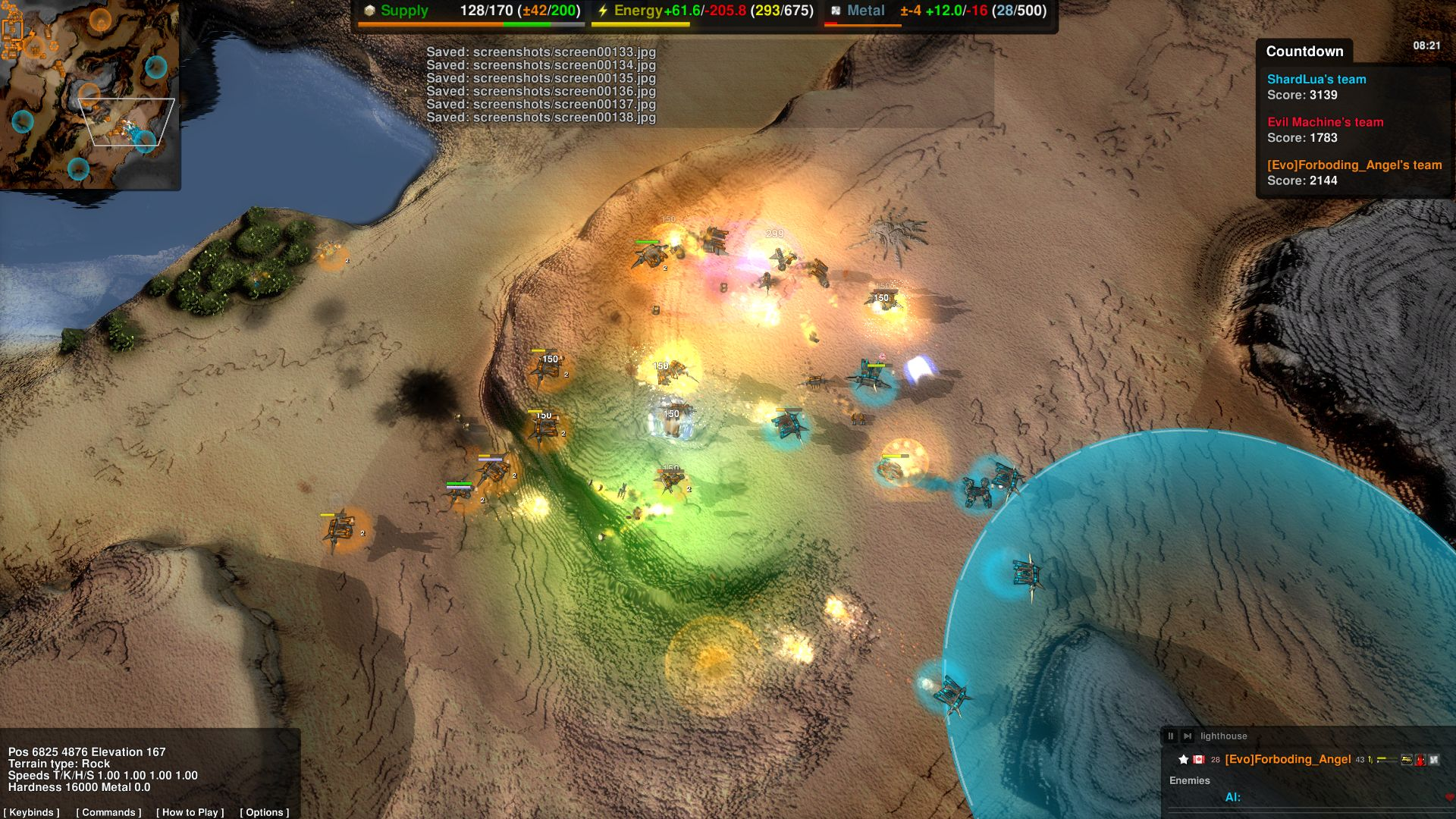
Kampfszene im Spiel Evolution RTS auf Basis der Spring-Engine

Echtzeit-Strategiespiele (engl. Real time strategy oder kurz RTS) sind Computer-Strategiespiele, bei denen alle Spieler ihre Handlungen gleichzeitig ausführen. Spielziel ist die Zerstörung der gegnerischen Armee und deren Basis. Die unterschiedlichen Einheiten sind in modernen Varianten oft mit einem Stein-Schere-Papier-Prinzip versehen, so dass man jede Einheit mit einer anderen Gattung kontern kann. Als Disziplin im E-Sport wird sie in der Regel im Format 1v1 gespielt. Vorwiegend wird auf dem PC gespielt. Gesteuert wird mit Maus und Tastatur. Die Aktionen pro Minute (APM) welche Spieler gleichzeitig ausführen, sind bei professionellen Spielern deutlich höher als bei Gelegenheitsspielern. Entscheidungen müssen dabei kontinuierlich getroffen werden: man unterscheidet grob in Micromanagement und Macromanagement der eigenen Armee. Im Massenmarkt hat das Genre an Bedeutung verloren. Die großen Publisher konzentrieren sich größtenteils auf Neuauflagen. Ein modernes Subgenre, das höherer Beliebtheit erfährt, sind Multiplayer Online Battle Arena (MOBA) Spiele, die den Aufbau der Basis weglassen und die Steuerung auf eine Heldeneinheit reduzieren, die im Kampf Erfahrungspunkte und somit bessere Fähigkeiten erlangen kann. Ein weiteres Untergenre ist Tower Defense bei der Wellen von Feinden mit statischer Verteidigung abgewehrt werden muss.

## Aufbau-Strategiespiel

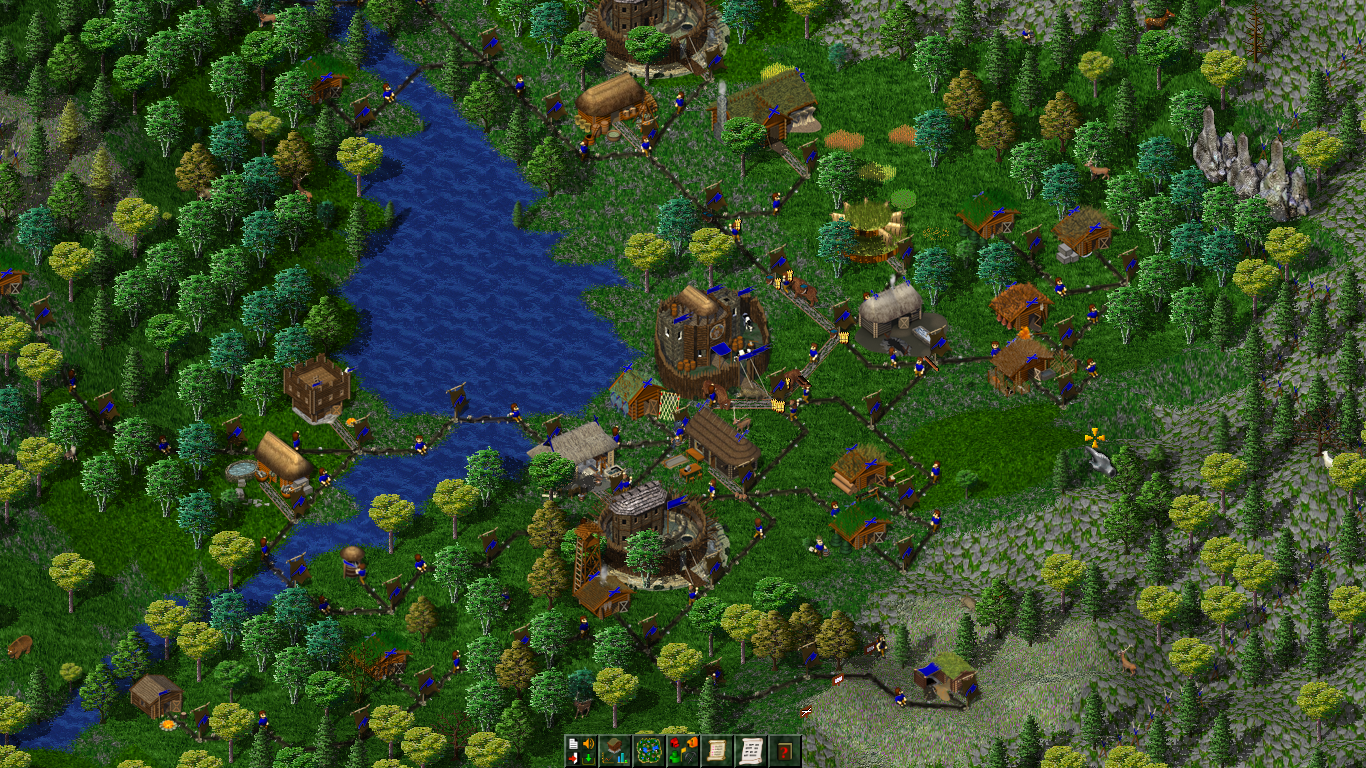
Aufbau einer Siedlung in Widelands

Aufbaustrategie-Spiele sind Computer-Strategiespiele, in denen der Aufbau (zum Beispiel einer Stadt) im Vordergrund steht. Es sind oft Einzelspieler-Titel, bei denen verglichen mit anderen Strategiespielen Militärstrategie eine untergeordnete Rolle spielt. Optional können territoriale Konflikte jedoch oft auch militärisch ausgetragen werden, so dass die Grenze zwischen Wirtschaftssimulation und Kriegsspiel verschwimmt. Anstelle des alleinigen Befehlens einer Armee, steht dabei trotzdem die Logistik im Vordergrund. Der Spieler optimiert ununterbrochen Wirtschaftsbeziehungen zwischen Produktionsstätten im kleinen Maßstab. Die Spielzüge erfordern dabei eine laufende Kosten-Nutzen-Analyse und vorausschauende Kalkulation künftigen Ressourcenbedarfs bei den Investitionsentscheidungen.
Aufbauspiele sind insbesondere in Deutschland beliebt. Die erste erfolgreiche deutsche Computerspielreihe war Die Siedler, welche nachhaltig den Begriff Wuselfaktor prägte. Auch die Städteaufbauspielreihe Anno stammt aus Deutschland. Die SimCity-Reihe ist hingegen ein rein ziviles städteplanerisches Spiel.